# Alain Mabanckou
Alain Mabanckou (ur. 24 lutego 1966 w Mouyondzi) – kongijski pisarz, poeta i eseista. Tworzy w języku francuskim.

## Życiorys
Dorastał w portowym mieście Pointe-Noire. W wieku sześciu lat mówił kilkoma językami afrykańskimi – Bembé, Laari, Vili, Kamba, Munukutuba (Kituba) i Lingala, później opanował również język francuski. Rozpoczął edukację wyższą od studiowania literatury i filozofii na Uczelni Lycée Karl Marx w Pointe-Noire. Następnie chodził na zajęcia przygotowujące do studiów prawniczych w Brazzaville. Dzięki otrzymanemu stypendium kontynuował je we Francji na Université Paris-Dauphine, gdzie wyjechał w wieku 22 lat. Ukończył studia w 1993 roku. Przez 10 lat pracował dla międzynarodowego koncernu Suez-Lyonnaise des Eaux. Równocześnie pisał oraz wydawał poezję. Debiutancką powieść Bleu-Blanc-Rouge opublikował w 1998, została ona nagrodzona Grand prix littéraire d'Afrique noire. Na początku pierwszej dekady XXI wieku wyjechał do Stanów Zjednoczonych i w 2002 roku został wykładowcą na University of Michigan. Obecnie pracuje na UCLA jako profesor w Zakładzie Literatury Francuskiej.

## Twórczość
W Polsce ukazało się sześć książek Mabanckou w tłumaczeniu Jacka Giszczaka. Jako pierwszą przetłumaczono Verre cassé (Kielonek). Narratorem minipowieści jest bywalec jednej z kongijskich knajp, który w zeszycie zapisuje swoje refleksje oraz opowieści kompanów. Mabanckou przy tworzeniu tej książki nie używa tradycyjnej interpunkcji, w jego tekście brakuje kropek – zastępują je przecinki – oraz częściowo wielkich liter. W tekście znajdują się liczne nawiązania do twórczości innych pisarzy (Llosa, Céline, Houellebecq, Márquez). Inne polskie przekłady to African Psycho (nawiązujący do American Psycho Breta Eastona Ellisa) i Black Bazar – rozgrywający się w Paryżu, w środowisku afrykańskich emigrantów. Kolejną książką Mabanckou, jaka ukazała się po polsku (w 2012 roku), jest Demain j'aurai vingt ans (Jutro skończę dwadzieścia lat) wydawnictwa Karakter. W tej historii mały Michel, dorastający w Pointe-Noire w Kongo, opisując świat dookoła siebie, tworzy sugestywny portret codziennego życia w afrykańskim mieście. W 2015 roku opublikowana została kolejna książka Mabanckou – Mémoires de porc-épic (Zwierzenia jeżozwierza), w której narrator-jeżozwierz opowiada o swojej podwójnej naturze, zakotwiczając opowieść w afrykańskich legendach o zwierzęcych sobowtórach człowieka. Najnowszy przekład powieści francuskojęzycznego pisarza Petit Piment (Papryczka) jest opowieścią o socjalistycznej rewolucji w Kongo przełomu lat sześćdziesiątych i siedemdziesiątych XX wieku i wnikliwym portretem ówczesnego społeczeństwa. W swojej twórczości Mabanckou przekształca afrykańską tradycję, miesza baśni i legendy z obrazem biedy i codziennego życia oraz formułuje pytania o tożsamość budowaną na doświadczeniach kolonialnych.
Dzieła Alain Mabanckou są tłumaczone na około piętnaście języków, w tym angielski, angielski amerykański, hebrajski, koreański, hiszpański, polski, kataloński i włoski. Na podstawie powieści Kielonek zrealizowano kilka teatralnych adaptacji.

### Powieści
- 1998 : Bleu-Blanc-Rouge,
- 2001 : Et Dieu seul sait comment je dors
- 2002 : Les Petits-fils nègres de Vercingétorix
- 2003 : African Psycho (African Psycho, tłumaczenie: Jacek Giszczak, ISBN 978-83-927633-4-6)
- 2005 : Verre cassé (Kielonek, tłumaczenie: Jacek Giszczak,  ISBN 978-83-927366-0-8)
- 2006 : Mémoires de porc-épic (Zwierzenia jeżozwierza, tłumaczenie: Jacek Giszczak, ISBN 978-83-62376-77-3)
- 2009 : Black Bazar (Black Bazar, tłumaczenie: Jacek Giszczak, ISBN 978-83-62376-01-8)
- 2010 : Demain j'aurai vingt ans(Jutro skończę dwadzieścia lat, tłumaczenie: Jacek Giszczak, ISBN 978-83-62376-15-5)
- 2012 : Tais-toi et meurs (powieść kryminalna)
- 2013 : Lumières de Pointe-Noire
- 2015 : Petit Piment (Papryczka, tłumaczenie: Jacek Giszczak,  ISBN 978-83-65271-23-5),
- 2018 : Les Cigognes sont immortelles

### Poezja
- 1993 : Au jour le jour
- 1995 : La Légende de l'errance
- 1995 : L'Usure des lendemains
- 1997 : Les arbres aussi versent des larmes
- 1999 : Quand le coq annoncera l'aube d'un autre jour
- 2007 : Tant que les arbres s'enracineront dans la terre

### Eseje
- 2007 : Lettre à Jimmy
- 2009 : L'Europe depuis l'Afrique
- 2011 : Écrivain et oiseau migrateur
- 2012 : Le Sanglot de l'homme noir
- 2016 : Lettres noires : des ténèbres à la lumière
- 2016 : Le monde est mon langage
- 2017 : Penser et écrire l'Afrique aujourd'hui

### Antologie
- 2010 : Six poètes d'Afrique francophone (Senghor, Birago Diop, Dadié, Loutard, U Tam'si oraz Rabemananjara)
- 2013 : L'Afrique qui vient (wraz z Michel Le Bris)

### Książki dla młodzieży
- 2000 : L'Enterrement de ma mère
- 2010 : Ma Sœur Étoile

## Nagrody i odznaczenia
- Prix de la Société des poètes français, za tomik poetycki L'usure des lendemains, 1995
- Grand prix littéraire d'Afrique noire, za powieść Bleu-Blanc-Rouge, 1999
- Prix du roman Ouest-France-Etonnants Voyageurs, za powieść Kielonek, 2005
- Prix des cinq continents de la francophonie, za powieść Kielonek, 2005
- Prix RFO du livre, za powieść Kielonek, 2005
- Prix Renaudot, za powieść Zwierzenia jeżozwierza, 2006
- Prix de La Rentrée littéraire, za powieść Zwierzenia jeżozwierza, 2006
- Prix Aliénor d'Aquitaine, za powieść Zwierzenia jeżozwierza, 2006
- Prix Créateurs Sans Frontières  (Ministère français des Affaires Etrangères), za powieść Zwierzenia jeżozwierza, 2007
- Médaille de citoyen d'honneur de la ville de Saint-Jean-d'Angély (Charente-Maritime, France), 2004
- Chevalier de la Légion d'honneur par décret du Président de la République française, 2010
- Georges Brassens Prize, za powieść Jutro skończę dwadzieścia lat, 2010
- Académie Française Prize: Grand Prix de littérature Henri Gal 2012 za całokształt twórczości
- Premio Strega Europeo: finalista, 2015
- Man Booker International Prize: finalista, 2015
- 2016 Puterbaugh Fellow za całokształt twórczości
- 2017 Man Booker International Prize selection za opowiadanie Black Moses